# يونغوينو
يعتبر مشروب يونغوينو مشروبا تقليديا يحظى بشهرة واسعة في بوليفيا. حيث يتكون من خليط يتم خلطه بواسطة جيجر (أو جهاز خلاط) من عصير البرتقال ونكهة من شراب سينغاني، أو السكر، وتعود تسمية هذا المشروب الى منطقة يونغاس، وهي منطقة استوائية ورطبة للغاية في وديان بوليفيا يسكنها بوليفيون الأفريقيون الذين ابتكروا هذا المزيج من المشروبات.
قبل وصول "ثقافة الكوكتيل" لبوليفيا، كان مشروب يونغوينو مشروبا يقدم في المناسبات الخاصة بين الفقراء في بيني، في الأمازون البوليفي، تم صنعه من الكحول الخام وغير المقطع وعصير الجريب فروت الطازج، بالإضافة إلى كمية وفيرة من السينغاني (ماركة ثفل الكحول بوليفية). ومن ثم يتم وضع المزيج في أباريق جالون زجاجية ودفنها لفترة طويلة حتى يصبح جاهزاً للشرب، والنتيجة هي مشروب سلس بشكل مدهش، ويعود السبب في ذلك لمكونه الرئيسي، الكحول غير المقطع.